# Gothika
Gothika è un film del 2003 diretto da Mathieu Kassovitz e interpretato da Halle Berry, Robert Downey Jr. e Penélope Cruz.

## Trama
La dottoressa Miranda Grey è un'avvenente e brillante psichiatra nell'istituto gestito dal marito Douglas Grey, un uomo molto più anziano di lei. Tornando a casa una sera di pioggia, Miranda trova in mezzo alla strada una misteriosa ragazza bionda, visibilmente sconvolta e seminuda. La dottoressa scende dall'auto per soccorrerla, ma appena la tocca la ragazza prende fuoco. Miranda si risveglia alcuni giorni dopo in una delle celle dell'ospedale in cui lavora, accusata dell'efferato omicidio del marito.
Sull'orlo della pazzia e assolutamente immemore di quello che è accaduto, Miranda chiede invano l'aiuto del dottor Pete Graham, amico e collega, e scopre che le accuse di violenza mosse alle guardie da Chloe Sava, una delle sue pazienti, erano assolutamente vere. Ciò che rende a Miranda la reclusione ancora più complicata sono le continue e violente visite della ragazza fantasma che continua a lasciarle il messaggio Not Alone (Non da solo/a). È proprio grazie all'aiuto dello spirito della ragazza, che si rivelerà essere Rachel Parsons una giovane morta quattro anni prima, che Miranda riuscirà a fuggire dall'istituto.
Scappata dall'istituto e tornata alla propria abitazione, Miranda fa l'orribile scoperta: effettivamente è stata lei a uccidere il marito, anche se in quel momento era sotto l'influsso del fantasma di Rachel. Inoltre scopre che da anni il marito era uno stupratore seriale che portava le vittime in una vecchia fattoria di sua proprietà e le filmava. Rachel era una di queste. Miranda viene arrestata di nuovo, ma non prima di avere scoperto che sotto una botola della fattoria c'è la stanza dove le ragazze venivano torturate e dove viene trovata l'ultima vittima ancora viva. Quando scopre che da anni lo sceriffo, migliore amico del marito, era suo complice viene quasi uccisa, ma il fantasma di Rachel interviene per uccidere lo sceriffo e salvarla. Un anno dopo Chloe, uscita di prigione, parte, e Miranda vede sulla strada il fantasma di un bambino scomparso.

## Colonna sonora
La canzone durante i titoli di coda è Behind Blue Eyes, scritta da Pete Townshend e interpretata dai Limp Bizkit.

## Produzione
Per il film è stato investito un budget di 40 milioni di dollari.

## Accoglienza

### Pubblico
Il film ha incassato 141,6 milioni di dollari al botteghino.

### Critica
Sull'aggregatore Rotten Tomatoes il film riceve il 15% delle recensioni professionali positive con un voto medio di 4,1 su 10 basato su 169 critiche, mentre su Metacritic ottiene un punteggio di 38 su 100 basato su 36 critiche.